# Hypervigilanz
Hypervigilanz ist ein Begriff aus der Psychologie und bedeutet erhöhte Wachheit. Sie geht mit einem erhöhten Arousal einher und ist somit das Gegenteil von Hypovigilanz, dem Begriff für erhöhte Schläfrigkeit. Der allgemeine Oberbegriff für die beiden entgegengesetzten Ausprägungen lautet Vigilanz.
Da Vigilanz jedoch auch als Aufmerksamkeit verstanden wird, kann Hypervigilanz ebenso für erhöhte Aufmerksamkeit verwendet werden. Hypovigilanz steht dann auch für verminderte Aufmerksamkeit.

## Auftreten
Hypervigilanz ist ein quantitativer Bewusstseinszustand, welcher in unterschiedlichen Situationen auftreten kann. Ebenso kann Hypervigilanz als ein Symptom bei einer Zwangsstörung, einer Posttraumatischen Belastungsstörung oder bei verschiedenen anderen psychischen Störungen auftreten. Hypovigilanz lässt sich dagegen im Zusammenhang mit hypnagogen Halluzinationen, unter vigilanzbeeinflussenden Drogen, unter Schlafentzug oder im Delir mit Bewusstseinsstörungen und Störungen des Tag-Nacht-Rhythmus beobachten.